# Flughafen Kahramanmaraş

i8
i11
i13
Der Flughafen Kahramanmaraş (türkisch Kahramanmaraş Havalimanı, IATA-Code: KCM, ICAO-Code: LTCN) ist ein türkischer Verkehrsflughafen nahe der Stadt Kahramanmaraş bei deren Vorort Genç Osman. Er wird durch die staatliche DHMI betrieben. Der Flughafen wurde 1996 dem Betrieb übergeben und wird ausschließlich zivil genutzt. Die ihm zugeordnete Stadt Kahramanmaraş liegt etwa fünf Kilometer entfernt. Sie ist mit Taxi, Privatwagen oder Bus über die Fernstraße D-835 zu erreichen.

## Flughafengelände
Er verfügt über einen Terminal mit einer Kapazität von 400.000 Passagieren im Jahr und eine befestigte Start- und Landebahn, die jedoch kein Instrumentenfluglandesystem (ILS) besitzt. Es wurde jedoch ein satellitengesteuertes Start- und Landesystem (RNAP) eingerichtet, welches ein Landen bei schlechten Wetterbedingungen, sowie bei Nacht ermöglicht. Das Vorfeld hat eine Größe von 100 × 50 Meter und kann zwei Verkehrsflugzeuge aufnehmen.

## Erweiterung
Aufgrund steigender Passagierzahlen soll der Flughafen erweitert und erneuert werden. Am 1. Dezember 2016 erfolgte der Baustart für die Flughafenerweiterung.
In dieser Erweiterung beinhaltet sind: ein neues Terminal mit einer Fläche von 22.230 Quadratmetern, ein neuer Parkplatz, die Vergrößerung des Vorfelds auf 240 × 120 Meterweit LED-Beleuchtungssystem und ein neuer Taxiway.